# Amentotaxus formosana
Amentotaxus formosana е вид растение от семейство Тисови (Taxaceae). Видът е световно застрашен, със статут Уязвим.

## Разпространение
Разпространен е в Тайван.